# Samuel Parkman Tuckerman
Samuel Parkman Tuckerman (Boston, 11 febbraio 1819 – Newport, 30 giugno 1890) è stato un compositore statunitense, nonché noto organista.
Perfezionò i propri studi in Inghilterra e Svizzera e, dal 1840 fu organista della St.Paul Episcopal Church.
È noto essenzialmente per le sue composizioni di carattere ecclesiastico (fra cui Introductory Voluntary for Organ), ma ha anche scritto e raccolto in pubblicazioni la musica d'organo sua e di altri, dando vita a Mysterious Presence, Source of All e A Collection of Cathedral Chants: Including the Gregorian Tones, Adapted to the Canticles, and Occasional Services, of the Protestant Episcopal Church, venduti ancora oggi.
| Controllo di autorità | VIAF (EN) 29108255 · ISNI (EN) 0000 0000 8213 546X · SBN MUSV065760 · Europeana agent/base/155839 · LCCN (EN) no94006062 · J9U (EN, HE) 987007287748105171 |